# Postova věta
Postova věta popisuje v teoretické informatice vztah mezi rekurzivitou a rekurzivní spočetností. Říká, že množina M je rekurzivní právě tehdy, pokud jsou jak M, tak její doplněk rekurzivně spočetné. Je pojmenována podle Emila Posta.